# Jo Coppens
Jo Coppens (Heusden, 21 december 1990) is een Belgische profvoetballer die dienstdoet als keeper. Hij staat sinds het seizoen 2022/23 onder contract bij STVV.

## Spelerscarrière

### Jeugd
Jo Coppens begon zijn voetbalcarrière bij de jeugd van FC Halveweg Zonhoven. Via Zonhoven VV en K. Beringen-Heusden-Zolder kwam hij bij Racing Genk terecht. In mei 2007 werd hij met de nationale U17-ploeg derde op het Europees Kampioenschap U17. In de zomer van 2007 nam hij met de U17-ploeg deel aan de eindronde van het WK U17 in Zuid-Korea, waar hij de drie wedstrijden die de Belgen speelden onder de lat stond. Begin 2008 werd Coppens met de Belgische U18-ploeg vierde op het internationaal tornooi van Sint-Petersburg.

### Senioren
In mei 2008 tekende Jo Coppens een driejarig profcontract bij Cercle Brugge. Hij startte het seizoen als derde doelman, maar kreeg op het einde van het seizoen, nadat Bram Verbist geblesseerd uitgevallen was, de voorkeur op Patrick Lane. Coppens maakte zijn eersteklassedebuut op 9 mei 2009 tegen Westerlo.
In het seizoen 2009-2010 kreeg hij in de heenronde de voorkeur op Bram Verbist.
Op 3 oktober 2009 tekende Coppens een nieuw contract van vijf seizoenen bij Cercle. Hij verkaste in 2014 naar MVV Maastricht, waar hij voor twee jaar tekende. Hij tekende in juni 2016 een contract tot medio 2018 bij KSV Roeselare, dat hem overnam van MVV Maastricht. In 2017 ging Coppens naar de Duitse derdeklasser Carl Zeiss Jena. Na hier drie seizoenen actief te zijn geweest tekende hij in juli 2020, als transfervrije speler, een contract bij de Noorse tweedeklasser Lillestrøm SK. Coppens wist met Lillestrøm op de tweede plaats te stranden waardoor promotie naar de Eliteserien, het Noorse hoogste niveau, veilig werd gesteld. Coppens zou uiteindelijk niet mee promoveren, in januari 2021 werd bekend dat hij opnieuw in Duitsland ging voetballen voor SpVgg Unterhaching. Na 17 wedstrijden in doel te hebben gestaan bij Unterhaching stapte hij na een half seizoen over naar MSV Duisburg. Coppens deed hier dienst als doublure van eerste doelman Leo Weinkauf, hij kwam in het seizoen 2021/22 in 4 wedstrijden in actie waarvan 3 in de basis.
In de voorbereiding van het seizoen 2022/23 raakte bekend dat Coppens terugkeert naar België waar hij een contract tekende bij eersteklasser STVV.  

## Statistieken[10]
| seizoen | club               | land      | competitie         | wedst | goals |
| ------- | ------------------ | --------- | ------------------ | ----- | ----- |
| 2008/09 | Cercle Brugge      | België    | Jupiler Pro League | 2     | 0     |
| 2009/10 | Cercle Brugge      | België    | Jupiler Pro League | 15    | 0     |
| 2010/11 | Cercle Brugge      | België    | Jupiler Pro League | 3     | 0     |
| 2011/12 | Cercle Brugge      | België    | Jupiler Pro League | 17    | 0     |
| 2012/13 | Cercle Brugge      | België    | Jupiler Pro League | 10    | 0     |
| 2013/14 | Cercle Brugge      | België    | Jupiler Pro League | 2     | 0     |
| 2014/15 | MVV Maastricht     | Nederland | Eerste divisie     | 36    | 0     |
| 2015/16 | MVV Maastricht     | Nederland | Eerste divisie     | 36    | 0     |
| 2016/17 | KSV Roeselare      | België    | Proximus League    | 10    | 0     |
| 2017/18 | FC Carl Zeiss Jena | Duitsland | 3.Liga             | 12    | 1     |
| 2018/19 | FC Carl Zeiss Jena | Duitsland | 3.Liga             | 29    | 0     |
| 2019/20 | FC Carl Zeiss Jena | Duitsland | 3.Liga             | 26    | 0     |
| 2020/21 | Lillestrøm SK      | Noorwegen | 1. divisjon        | 7     | 0     |
| 2020/21 | SpVgg Unterhaching | Duitsland | 3.Liga             | 17    | 0     |
| 2021/22 | MSV Duisburg       | Duitsland | 3.Liga             | 4     | 0     |
| 2022/23 | STVV               | België    | Jupiler Pro League | 4     | 0     |
| 2023/24 | STVV               | België    | Jupiler Pro League | 4     | 0     |
|         |                    |           | Totaal             | 234   | 1     |